# Thomas Lumley-Saunderson
Thomas Lumley-Saunderson, 3. hrabia Scarbrough (ur. 1691, zm. 15 marca 1752) – brytyjski dyplomata.
Jego ojcem był Richard Lumley, 1. hrabia Scarbrough, matką Frances Jones. W latach 1722–1724 Thomas Lumley-Saunderson był ambasadorem brytyjskim w Portugalii.
Poślubił (27 czerwca 1724) lady Frances Hamilton (zm. 1772). 